# 马拉纳 (亚利桑那州)
马拉纳（英文：Marana），是美国亚利桑那州皮马县下属的一座城市。 面积约为122.2平方英里（约合316.5平方公里）。根据2010年美国人口普查，该市有人口34,961人，人口密度为287.8/平方英里。在建制上，该市属于“Town”。